# کرم نواری کوتوله
کرم نواری کوتوله (hymenolepis nana)با نام مترادف کرم خیره شونده، کوچکترین و شایع‌ترین کرم نواری (سستود) آلوده‌کننده انسان است.
کرم نواری کوتوله تنها سستودی است که میزبان واسط ندارد (البته به جز نوع فراترنا، که میزبان واسط بندپا دارد).

## ریخت‌شناسی
طول کرم ۲٫۵ تا ۴ سانتیمتر و تعداد بندها۱۵۰ تا ۲۰۰ عدد است به همین دلیل به آن کرم نواری کوتوله گفته می‌شود.
کماره (اسکولکس) دارای ۴ بادکش، یک روستلوم و یک ردیف قلاب است. (قلاب‌های آچاری شکل).
بندهای بالغ ذوزنقه‌ای شکل و دارای ۳ بیضه بزرگ، تخمدان ۲ قسمتی و رحم کیسه‌ای شکل است.
سوراخ تناسلی در کناره جانبی بند به‌طور منظم قرار دارد. بندهای بارور (آخرین بندها) قبل از خروج از بدن متلاشی شده و در نتیجه تخم‌ها با مدفوع کاملاً مخلوط می‌شوند.

### تخم
بیضی شکل، کرم یا بی‌رنگ و دارای ۲ غشاء و جنین شش قلابه است. غشاء داخلی در دو طرف کمی ضخیم‌تر بوده و منشأ ۴ تا ۸ رشته قطبی است همچنین حساس به گرما و خشکی بوده و بلافاصله پس از دفع آلوده کننده است.

### سیر تکاملی
بندهای بارور با دیواره نازک در کولون پاره شده و تخم‌ها با مدفوع دفع می‌شوند. تخم‌ها از طریق دست، اشیاء، تماس مستقیم با فرد آلوده و دهان وارد بدن می‌شود.
در روده اونکوسفر از تخم خارج شده و در جدار مخاط روده نفوذ کرده و به لارو سیستی سرکوئید تبدیل می‌شود. این لارو مجدداً به مجرای روده بازگشته و طی ۳ هفته به کرم بالغ تبدیل می‌شود.

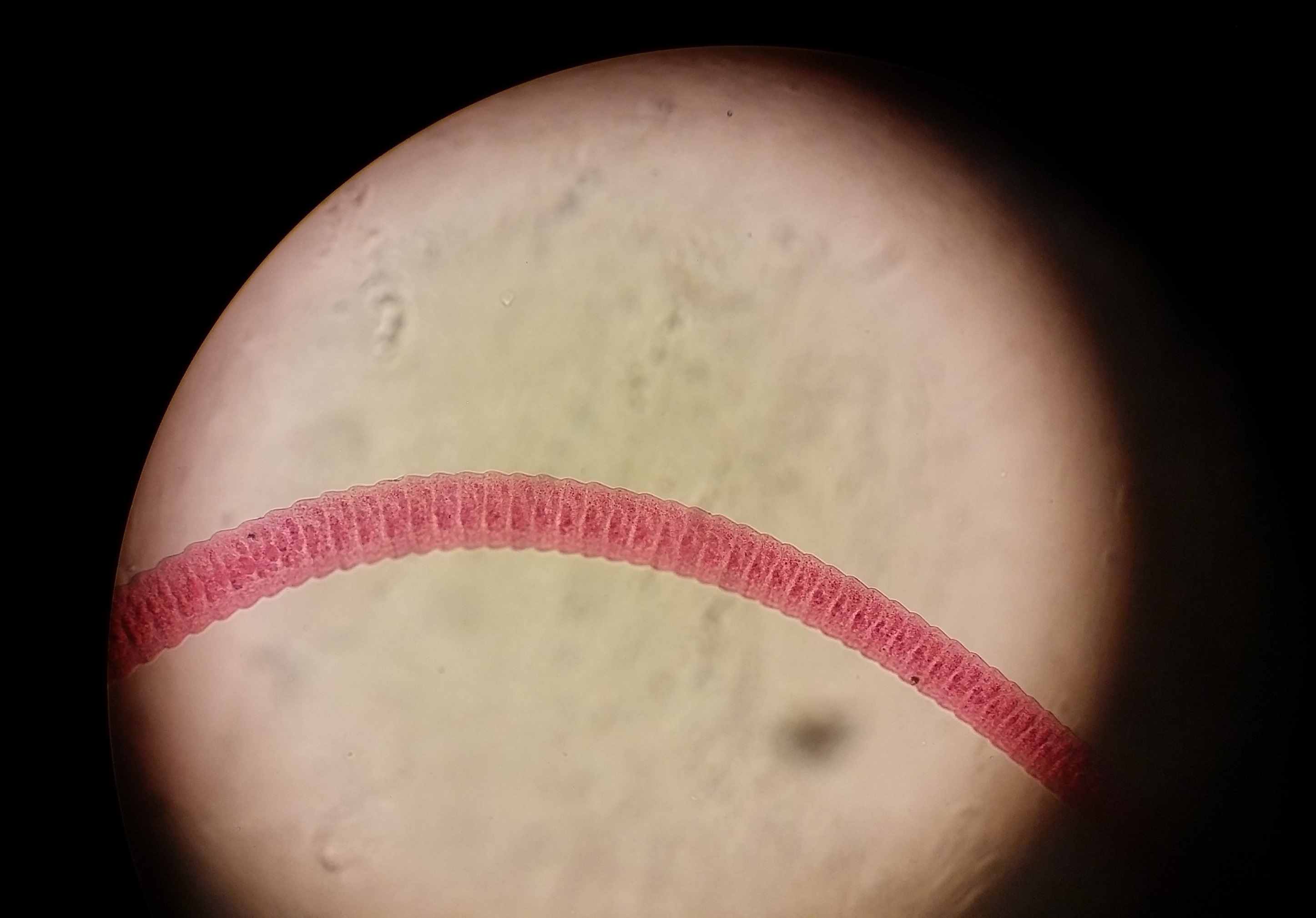
hymenolepis nana

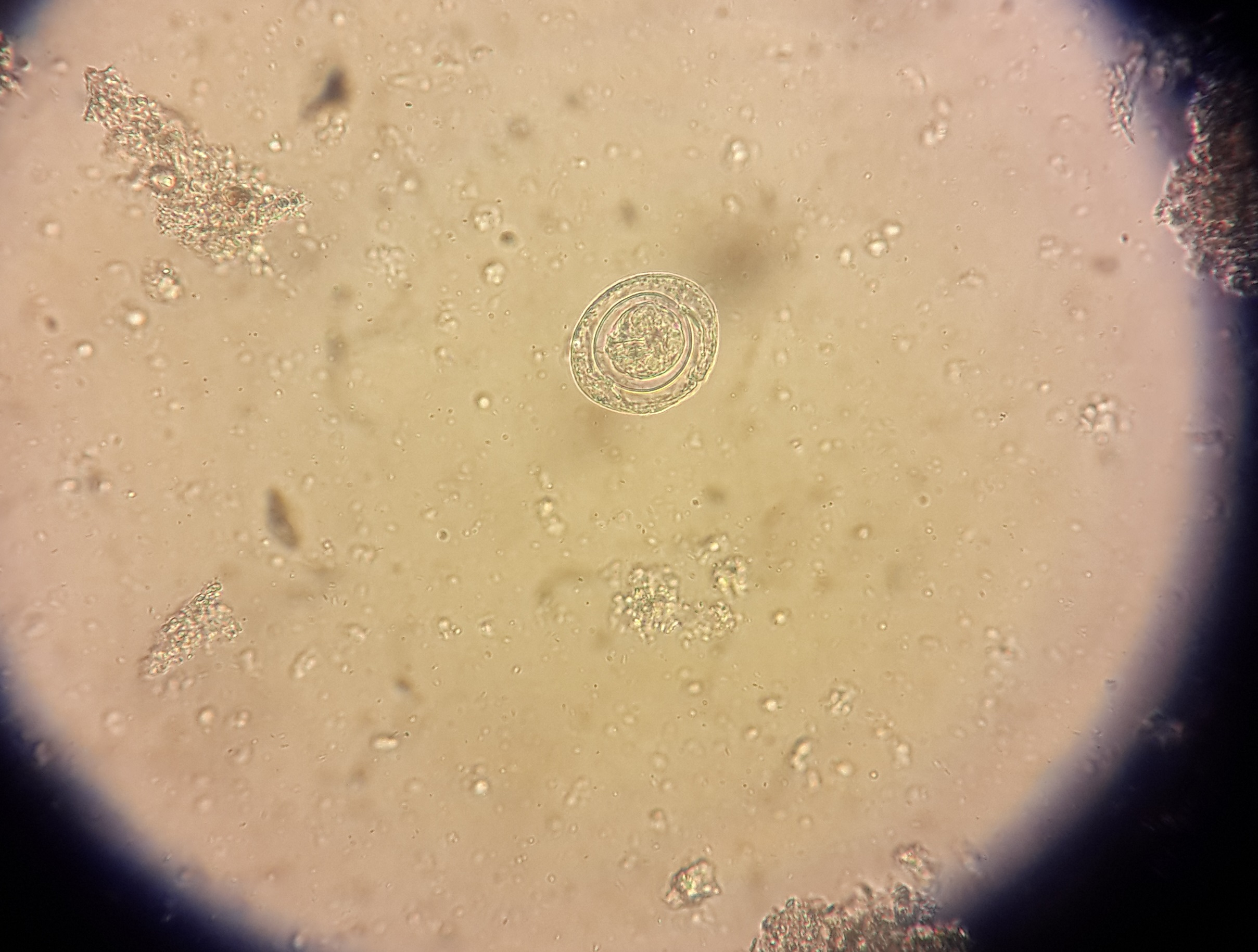
egg of hymenolepis nana

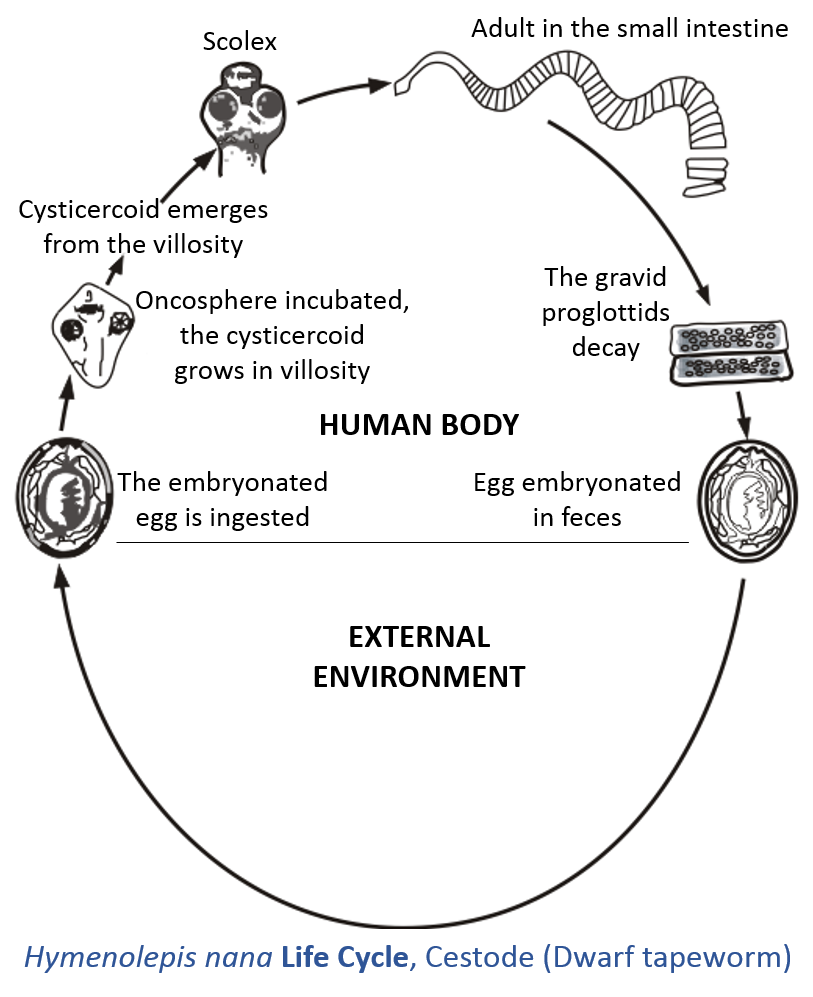
Lifecycle of H. nana inside and outside of the human body

### بیماریزایی
در صورتی که تعداد کرم زیاد باشد علائمی چون اسهال، استفراغ، بیخوابی، بی اشتهایی، خارش بینی و نشیمن گاه و کهیرو در نقص ایمنی سندرم هایپر-اینفکشن بروز می‌کند.
در آلودگی‌های شدید، اسهال خونی-بلغمی، درد شکم و تحریکات عصبی بروز می‌کند. ائوزینوفیلی تا ۱۶٪ مشاهده شده‌است. امکان خودآلودگی داخلی (internal autoinfection) نیز وجود دارد.

### همه‌گیرشناسی
بیماری بیشتر در مناطق گرمسیری و در کودکان ۱۰–۶ سال مشاهده می‌شود.
عفونت در مهد کودک‌ها و مدارس شایع است. حداکثر آلودگی به این کرم در ایران در خوزستان و در قسمتی از مازندران مشاهده شده‌است.
تشخیص از راه آزمایش مدفوع به روش فلوتاسیون و دیدن تخم انگل حاوی انکوسفر است.